# Oligohydramnion-Sequenz
Als Oligohydramnion-Sequenz oder Potter-Sequenz wird eine Reihe von Auswirkungen beschrieben, die durch eine ungenügende Produktion von Fruchtwasser (mit der Ausbildung eines Oligohydramnions) während der Schwangerschaft eingeleitet werden.
Ursprünglich bei beidseitigem Fehlen der Nieren (bilaterale Nierenagenesie) durch Edith Potter, eine amerikanische Pathologin, in einer Serie von 5.000 Autopsien bei siebzehn männlichen und drei weiblichen Feten bzw. Neugeborenen beschrieben, wurde der Symptomkomplex zunächst als Potter-Syndrom oder renofaziale Dysplasie bezeichnet. Es ist gekennzeichnet durch:
- Fehlbildungen im Urogenitaltrakt, insbesondere Agenesie (Fehlen oder sehr starke Unterentwicklung) beider Nieren
- Klumpfüße
- Hypoplasie (Unterentwicklung) der Lungen
- mögliche weitere Fehlbildungen und/oder Fehlhaltungen der Extremitäten und der Wirbelsäule
- Fehlbildungen im Gesicht (die sog. Potter-Facies):
  - besondere Formung der Ohrmuscheln, vergleichsweise tief ansetzende und flache Ohren, fehlende Knorpelsubstanz
  - Epikanthus medialis
  - Hypertelorismus (vergleichsweise großer Augenabstand)
  - Mikrogenie (Unterentwicklung des Unterkiefers, der dadurch verkürzt wirkt)

Alle diese Besonderheiten sind durch die beengenden Raumverhältnisse durch den Fruchtwassermangel in der Gebärmutter und die damit unüblichen Wachstumsbedingungen für das ungeborene Kind bedingt.
Da sich die Ätiologie bei selber pathogenetischer Endstrecke nicht auf das Fehlen der Nieren beschränkt, wird heute meist von einer Oligohydramnion-Sequenz gesprochen.
Im Rahmen von Syndromen kann eine Kombination mit weiteren Fehlbildungen auftreten, beispielsweise beim Thomas-Syndrom.